# Eubranchus telesforoi
Eubranchus telesforoi is een slakkensoort uit de familie van de Eubranchidae. De wetenschappelijke naam van de soort is voor het eerst geldig gepubliceerd in 2002 door Ortea, Caballer, Moro & Bacallado.